# Entrada nyap
En computació l'antipatró de disseny entrada nyap succeeix quan l'entrada de dades d'un programa específic no es tracta adequadament. Per exemple, si un programa accepta l'entrada de qualsevol text per part de l'usuari final i s'utilitza un algorisme que manipuli totes les cadenes possibles tant si són vàlides com si no ho són.
En general és difícil per a un programador detectar, mitjançant una prova unitària, totes les possibles combinacions errònies d'una entrada de dades. Tot i així és molt fàcil per a l'usuari final reconèixer que la cadena d'entrada és incorrecta i així bloquejar el programa. De fet, el desbordament de búfer és un exemple de forat de seguretat provocat pels problemes que causa un mal tractament de les dades d'entrada.
Per evitar el nyap d'entrada es poden utilitzar algorismes de validació que determinin quines dades han de ser vàlides i evitar així el tractament de les dades no vàlides. Per exemple, realitzar l'anàlisi lèxic i/o sintàctic utilitzant programari específic tal com Lex, Yacc i GNU Bison que permeten dur a terme un control robust de text mitjançant expressions regulars i gramàtiques lliures de context del llenguatge. Es recomana la utilització d'aquestes tecnologies per assegurar el tractament adequat d'entrades inesperades.